# 野口功司
野口 功司（のぐち こうじ、1973年4月4日生まれ。）は、日本の実業家。
試験運営を中心とした教育×IT企業、株式会社CBTソリューションズの創業者であり、同社代表取締役社長。YouTubeチャンネル『ちょびっとチャンネル【CBTS公式】』にて情報発信も行っているほか、Podcast番組『CBTS RADIO』のパーソナリティを務める。国家資格や民間資格のCBT（Computer Based Testing）普及を牽引、全国300か所以上のテストセンター網を築く。

## 経歴
1996–1999年 富士ソフトABC株式会社にてSEとして勤務。1999–2002年 株式会社オラクル（日本オラクル）に勤務、Oracle Databaseのマーケティングや資格制度に従事。2002–2005年 PearsonVUE（外資系試験運営企業）で営業責任者を務め、CBT（Computer Based Testing）の普及に携わる。
2005–2009年 株式会社CBTアセット 専務取締役として就任。2009年5月 株式会社CBTソリューションズを設立、代表取締役社長に就任。

## メディア出演・著書・活動

### テレビ番組
- 『For JAPAN -日本の未来がココに-』（2023年04月 - 2024年3月、BS11）- 準レギュラー
- 『For JAPAN ―日本を経営せよ―』（2024年04月 - 、ABEMA）- 準レギュラー

### ポッドキャスト
- 『野口功司とDJ Nobbyのちょびっと学べるラジオ – CBTS RADIO –』（2024年8月 - ） -  レギュラー

### YouTube
- 野口功司 ちょびっとチャンネル【CBTS公式】
- CEO STORY's【 経営者対談チャンネル 】
- 令和の虎 -  虎
- 令和の虎 人財版 - 2代目主宰
- 就活サバイバルNEO
- Nontitle シーズン5
- トプシュー (転職 | 就活)
- 山本康二 | 若者と世界を変える
- ビジネスオタクch

### 書籍
著書
- 「ビジネス革命 99の極意」